# 苹果猪肉

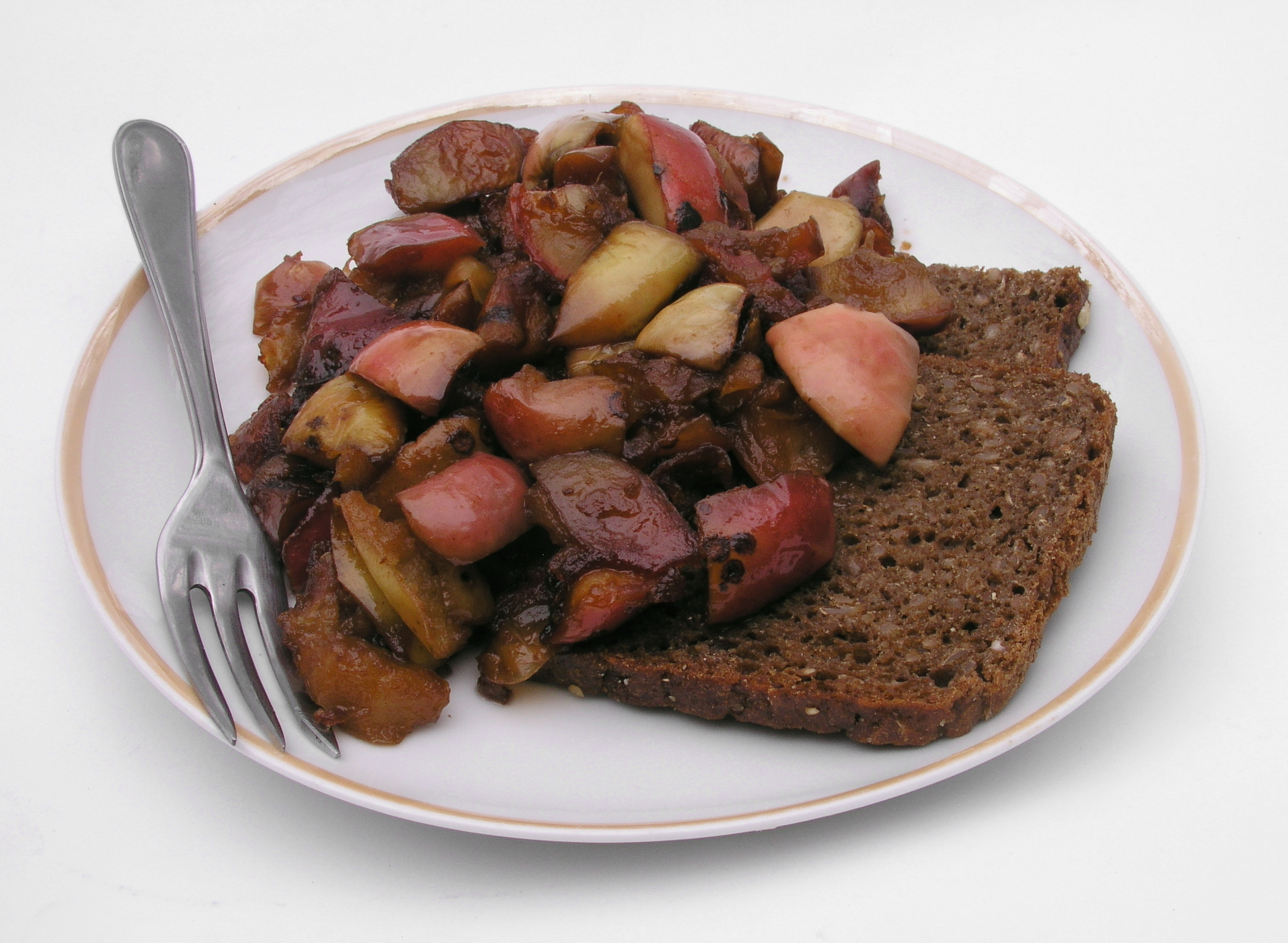
苹果猪肉配黑麦面包

苹果猪肉（丹麥語：Æbleflæsk）是一道传统丹麦美食，原料有培根、苹果和糖。

## 制法
首先煎炸培根和苹果块，至软后從平底锅中取出（亦可以水煮熟），在苹果煎炸时混合适量糖。随后，将培根和苹果混合，配以黑麦面包食用 。苹果猪肉的最佳佐餐是黑啤和丹麥燒酒。